# リバニオス

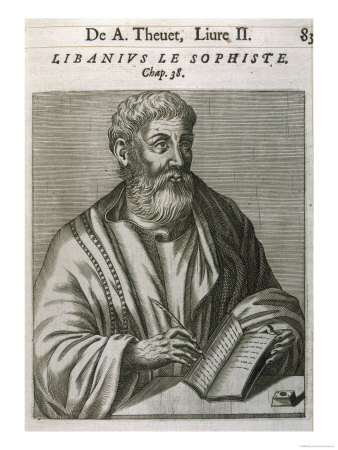
18世紀の木版画に描かれたイメージ

リバニオス（ギリシア語: Λιβάνιος, Libanios; c. 314年 - 392年または393年）は、ギリシア人のソフィスト学校の修辞学教師である。後期ローマ帝国におけるキリスト教の覇権が勃興する時代、彼はヘレニズム時代の宗教を維持し続けた。

## 生涯
リバニオスはアンティオキアでかつては影響力があり、現在は没落しつつある高い文化的地位を持つ家系の出身だった。14年間に修辞学を学び、その間公共生活から逃れ、哲学に集中した。ラテン文学には疎く、東方におけるラテン語の流行を嘆いていた。
リバニオスは彼の修辞力を公私にわたる多様な事案を推進することに用いた。彼は、地域の上層階層によって支持され支配されていた伝統的都市的文化において増大する帝国の圧力に挑戦したのである。
彼はアテネで私教師として学んだ。彼は一時ニコメディアへ追放されたが、コンスタンティノープルに戻り354年までそこで教えた。。追放前、リバニオスは皇帝ユリアヌスの友人であり、彼との書簡が現存しており、彼らの記憶では、彼は一連の演説を書いた；その演説は362年から365年のものである。354年に彼は生誕地であるアンティオキアの修辞学教師となり、死去するまでそこで暮らした。彼の弟子たちにはキリスト教徒と異教徒がいた。
リバニオスの残されている著作は1600以上の手紙と64の演説があり、4世紀後半の変化する世界の歴史史料として価値がある。彼の演説「アリステイデスへの返答　踊り子に代わって」はローマ人のコンサートダンスのもっとも重要な記録のひとつであり、特にそのパントマイムとして知られる形式は非常に人気があった 。彼の最初の Oration Iは自伝的な語りであり、はじめは374年に書かれ、彼の生涯を通じて改訂され、学者の記録は亡命中の私生活日誌となっている。
リバニオスはキリスト教徒ではなかったが、彼の生徒にはヨハネス・クリュソストモスやモプスエスティアのテオドロスのような著名なキリスト教徒を含んでいた。復古主義者の皇帝ユリアヌスとの友情に変わって、キリスト教皇帝テオドシウス一世により道長官（プラエフェクトゥス・プラエトリオ）の肩書きを与えられてた。

## 業績
- 64の 三つの修辞分野における演説群：これらは、裁判と審議、及び流行に関するもので、前二者は、公共で行われるようなもので、後者は研究のため個人的に（声を出して）読まれることを意味する。ローブ・クラシカルライブラリーにおいて、選集二冊にまとめられ、一冊はユリアヌス、他の一冊はテオドシウスにささげたものである；もっとも著名なものは彼の寺院破壊に関する "Lamentation"  (Περὶ τῶν Ἱερῶν)である;
- 51の 演説（declamationes）：古典時代における修辞の伝統的な公共演説形式で、歴史とギリシア神話を主題としている（英訳： Russell, "Libanius: Imaginary Speeches"; M. Johansson, "Libanius' Declamations 9 and 10";
- 57の 仮説（hypotheses） またはデモステネスの修辞 (352年頃)への招待,初学者向けの歴史的文脈にそれらをおいた、議論法を伴わないもの；
- 数十種類の書き方演習, 予備演習（Progymnasmata）,これらは指導コースで教えられ、よいスタイルの広く賞賛されるモデルとなった;
- 1545通の書簡が現存しており、これはキケロの書簡数よりも多い。翻訳されたとされる約400通のラテン語の追加書簡が後世受容されている。しかしながら、15世紀にイタリアの人文主義者フランチェスコ・ザムベッカーリ（Francesco Zambeccari）によってテキスト自身に対する甘い検証が偽書や誤った帰属を示している。 彼の書簡の中には、ケンソリウス・ダティアノス（英語版）のものがある。

## 翻訳
- Scott Bradbury, Selected Letters of Libanius. Liverpool, University Press, 2004. ISBN 0-85323-509-0
- Margaret E. Molloy: Libanius and the Dancers, Olms-Weidmann, Hildesheim 1996 ISBN 3-487-10220-X
- A.F. Norman, Libanius: Selected Works, 2 volumes. Cambridge, Massachusetts: Loeb Classical Library, 1969-1977.
- A.F. Norman, Libanius: Autobiography and Selected Letters, 2 volumes. Cambridge, Massachusetts: Loeb Classical Library, 1993. Reviewed in Bryn Mawr Classical Reviews.)
- Raffaella Cribiore, The School of Libanius in Late Antique Antioch. Princeton: Princeton University Press, 2007. (Includes translation of c. 200 letters dealing with the school and its students. Reviewed in Bryn Mawr Classical Reviews.)
- 『リバニオス 書簡集Ⅰ』 田中創訳、京都大学学術出版会<西洋古典叢書>、2013年
- 『リバニオス 書簡集Ⅱ』 田中創訳、京都大学学術出版会<西洋古典叢書>、2019年